# Valprato Soana
Valprato Soana é uma comuna italiana da região do Piemonte, província de Turim, com cerca de 127 habitantes. Estende-se por uma área de 70 km², tendo uma densidade populacional de 2 hab/km². Faz fronteira com Cogne (AO), Champorcher (AO), Ronco Canavese, Traversella, Vico Canavese.

## Demografia
| Variação demográfica do município entre 1861 e 2011                               |
|                                                                                   |
| Fonte: Istituto Nazionale di Statistica (ISTAT) - Elaboração gráfica da Wikipedia |